# 明聖高等学校
明聖高等学校（めいせいこうとうがっこう）は、千葉県千葉市中央区に本校がある私立通信制高等学校。

## 概要
2000年に千葉県初の私立通信制高校として開校。千葉本校のほか、東京都杉並区に中野キャンパスを有している。

## 設置コース
- 千葉本校
  - 全日コース
  - 全日ITコース
  - 通信コース（月2回、金曜日 スクーリング）
- 中野キャンパス
  - 全日デザインコース
  - 全日ITコース
  - 全日総合コース

3日制コースは2022年度をもって廃止された。
- WEBコース（動画授業の視聴＋年間4日程度の登校スクーリング（日帰り））

## 組織
- 理事長 -　難波正徳
- 校長 -　滝本信行
- 中野キャンパス長 － 花澤悟史

## 部活動
「硬式野球部」「サーフィン部」をはじめ、千葉本校および中野キャンパスとも「eスポーツ部」の活躍が著しい。
- eスポーツ部
  - 2019年5月30日に千葉本校で発足。全国高校eスポーツ選手権では2020年にリーグ・オブ・レジェンド部門でベスト16進出を果たしている。
- 硬式野球部
  - 2014年に元日本ハムファイターズの藤崎大輔、2017年からは元ロッテオリオンズの高橋忠一が監督に就任。
- サーフィン部
  - 全日本サーフィン選手権では毎年上位の成績を収めており、大原洋人など有名選手を輩出している。

その他、多数の部活動を有する。

## 沿革
- 2000年 - 千葉県初の私立通信制高校として開校[1]（千葉市中央区）。当初は、通信一般コース、平日一般コース、平日国際コース、平日情報コースを設置。
- 2015年4月 - WEBコースを設置。広域通信制高校の認可を得る。
- 2016年4月 - 東京都中野区中野に中野キャンパスを開設。
- 2019年4月 - 千葉本校に全日ITコースを設置。
- 2021年4月 -  中野キャンパスに全日デザインコース設置。
- 2021年7月 - 中野キャンパスの新校舎が完成。中野キャンパスの所在地が中野区中野から杉並区高円寺南へ変更。

## 明聖サイバー学習国
2015年4月から導入されたWEBコース専用の学習コンテンツ。
各々の生徒が自身のアバターを作り、バーチャル空間上の学校にログイン（登校）し、動画授業を視聴するというもの。パーソナルコンピュータ以外にもスマートフォンやタブレットからも利用でき、空き時間を利用した学習ができる。。チャット機能を搭載しアバターを介した生徒同士のコミュニケーションも可能。動画授業の視聴やレポート提出、英単語アプリ、漢字練習アプリ・計算問題アプリなどの利用によって、コンテンツ内で利用できるポイント（MSポイント）がたまる。たまったポイント（MSポイント）でアバターアイテム等と交換ができる仕組み。
WEBコースの実際の登校は年4日程度の登校スクーリング（日帰り）のみ。スクーリング会場は、千葉会場（千葉本校）、東京会場、大阪会場から選択ができる。全国47都道府県から入学可能。

## 著名な卒業生
- 大原洋人（サーファー）

## アクセス

### 千葉本校
- JR外房線本千葉駅より徒歩5分（千葉駅より徒歩15分）
- 京成電鉄千葉線千葉中央駅より徒歩5分
- 千葉都市モノレール1号線県庁前駅より徒歩5分

### 中野キャンパス
- JR中央本線・東京メトロ東西線中野駅より徒歩9分
- 東京メトロ丸の内線東高円寺駅より徒歩10分